# Bankrån

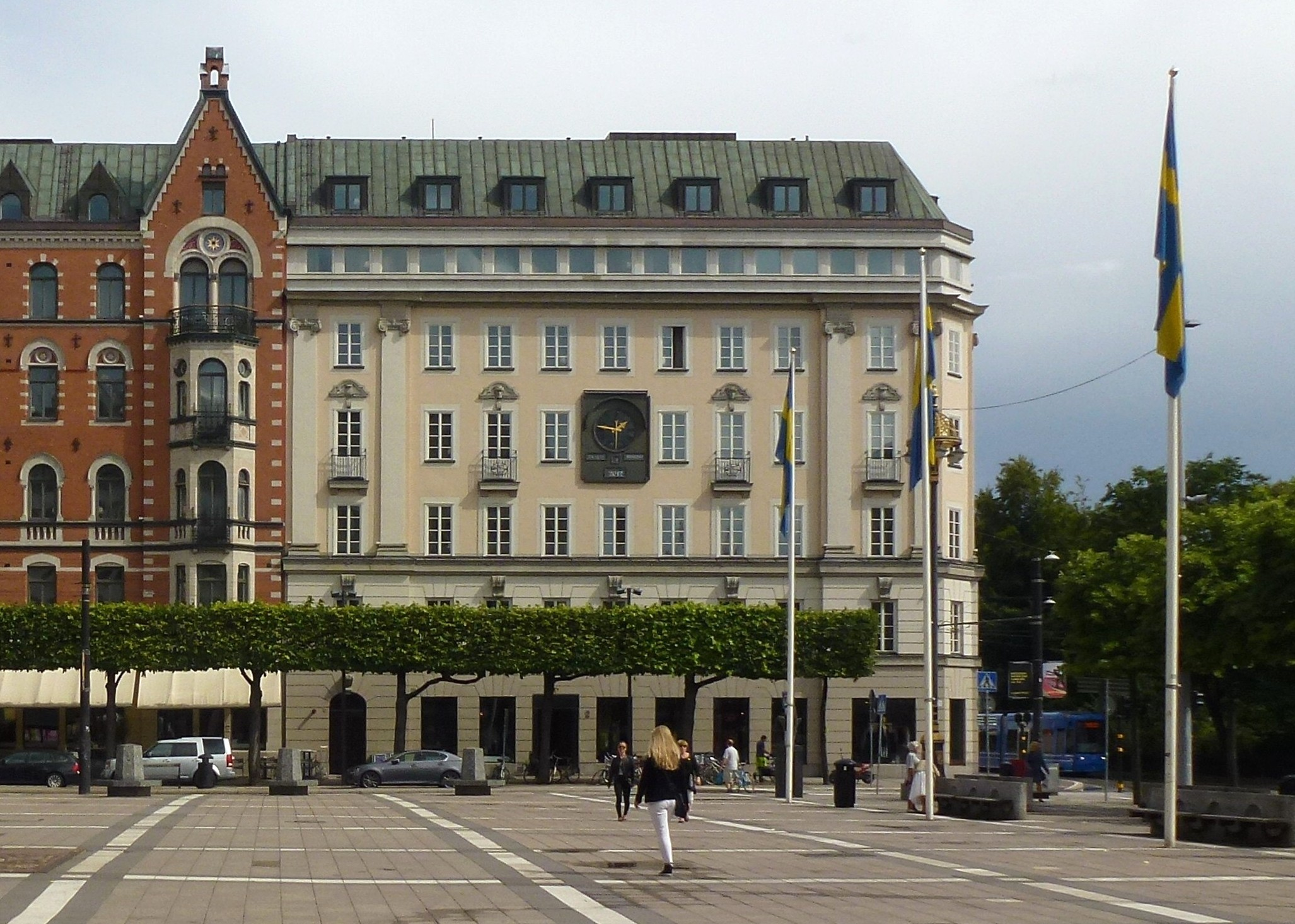
Kreditbanken vid Norrmalmstorg blev 1973 utsatt för ett mycket omtalat bankrån med gisslandrama (se norrmalmstorgsdramat)

Bankrån är en form av rån då man med våld eller hot om våld går in i en bank och tvingar till sig pengar från bankpersonalen. Ofta hålls vapen upp mot bankpersonalen. "Bankrån" är dock ingen separat juridisk term, utan agerandet faller under rån alternativt grovt rån.
Bankrån var vanliga under 1800-talet, men förekommer på många håll än i dag. Dock har säkerheten sedan 1970-talet förbättrats, med kameraövervakning och senare även tidlås.
Från slutet av 1990-talet, då det moderna Internet slog igenom på allvar, har en annan form av bankrån blivit vanliga, där man istället för att gå till banken och råna den genom dataintrång hos bankerna försöker flytta över pengar man enligt lag inte har rättighet till.
Bankrån är ett vanligt förekommande inslag i bland annat westernfilmer. Klassiska är repliker där bankrånaren ropar Hands up! ("Upp med händerna!").

## Kända bankrånare

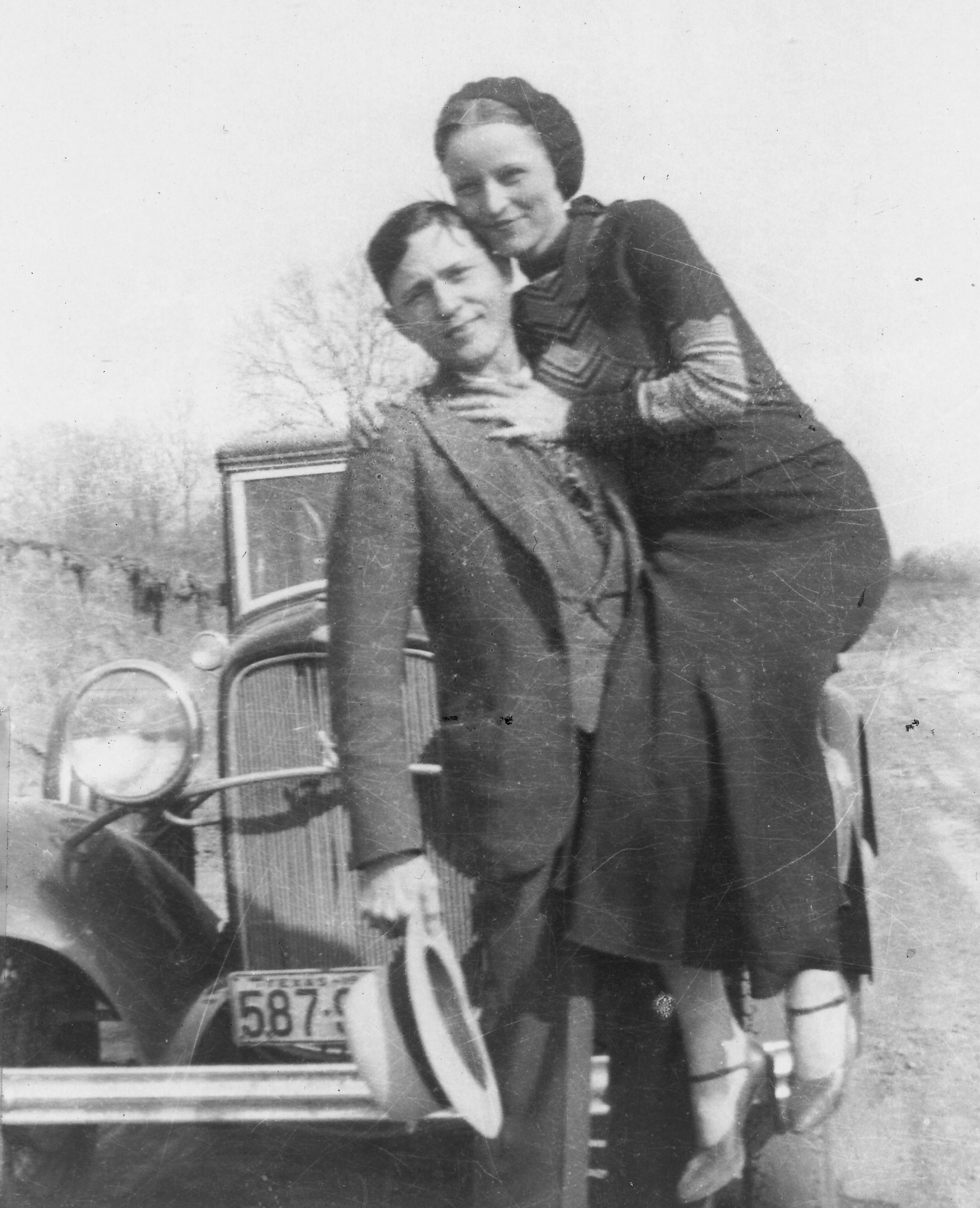
Det kriminella paret Bonnie och Clyde

- Det kriminella paret Bonnie och ClydeLiam Norberg
- Andreas Axelsson
- Bonnie och Clyde
- Clark Olofsson
- Kaj-Robert Hansson
- Jackie Arklöv
- Jan-Erik Olsson
- John Ausonius
- John Dillinger
- Lars-Inge Svartenbrandt
- Ma Barker
- Pretty Boy Floyd
- Tony Olsson
- Jan Nilsson